# Boulsa Airport
Boulsa Airport är en flygplats i Burkina Faso. Den ligger i den centrala delen av landet, 110 km öster om huvudstaden Ouagadougou. Boulsa Airport ligger 314 meter över havet.
Terrängen runt Boulsa Airport är platt, och sluttar söderut. Närmaste större samhälle är Boulsa, 2,0 km norr om Boulsa Airport.
Trakten runt Boulsa Airport består till största delen av jordbruksmark. Runt Boulsa Airport är det ganska tätbefolkat, med 70 invånare per kvadratkilometer.